# 2019-es Hungarian Ladies Open
A 2019-es Hungarian Ladies Open női tenisztornát Budapesten rendezték meg 2019. február 17−24. között. A verseny International kategóriájú, összdíjazása 250 000 dollár volt. A mérkőzéseket a BOK (volt SYMA) csarnokban rendezték kemény pályán. Az 1993-tól kis megszakítással folyamatosan rendezett tornára 2019-ben 23. alkalommal került sor.
A címvédő egyéniben a belga Alison Van Uytvanck, míg párosban a Stollár Fanny–Georgina García Pérez magyar–spanyol páros győzött az előző évben. Mind egyesben, mind párosban a címvédők ebben az évben is elindultak, hogy megvédjék elsőségüket, de párosban ezúttal nem együtt. Stollár Fanny ezúttal a brit Heather Watson párjaként a döntőig jutott, míg Georgina García Pérez a cseh Renata Voráčovával párban a negyeddöntőben esett ki.
Egyéniben Alison Van Uytvanck sikerült megvédenie címét, miután a döntőben 1–6, 7–5, 6–2 arányban legyőzte a cseh Markéta Vondroušovát. Stollár Fannynak azonban brit párjával Heather Watsonnal nem sikerült a címvédés, miután a döntőben az orosz Jekatyerina Alekszandrova–Vera Zvonarjova páros 6–4, 4–6, [10–7] arányban legyőzte őket.
A magyar játékosok közül egyéniben a főtáblán Stollár Fanny és Bondár Anna kapott szabadkártyával játéklehetőséget, míg a kvalifikációs versenyről Arn Gréta jutott fel a főtáblára, ahol azonban mindhárman az 1. fordulóban vereséget szenvedtek. A selejtezőben Gálfi Dalma az 1. kiemelt Natalja Vihljancevától, míg Nagy Adrienn élete első WTA-tornáján a korábbi junior Roland Garros-győztes, 3. kiemelt Paula Badosa Giberttől szenvedett szoros három játszmában vereséget.

## Eredmények

### Egyéni
Alison Van Uytvanck– Markéta Vondroušová 1–6, 7–5, 6–2

### Páros
Jekatyerina Alekszandrova /  Vera Zvonarjova– Stollár Fanny /  Heather Watson 6–4, 4–6, [10–7]

## Világranglistapontok
| Eredmény             | Egyéni | Páros |
| -------------------- | ------ | ----- |
| Győzelem             | 280    | 280   |
| Döntő                | 180    | 180   |
| Elődöntő             | 110    | 110   |
| Negyeddöntő          | 60     | 60    |
| 16 között            | 30     | 1     |
| 32 között            | 1      | –     |
| Kvalifikáció feljutó | 18     | –     |
| Kvalifikáció döntős  | 12     | –     |
| Kvalifikáció (Q1)    | 1      | –     |

## Pénzdíjazás
A torna összdíjazásaként 226 750 amerikai dollár kerül kiosztásra. Az egyéni bajnok 43 000 dollárt, a győztes páros együttesen 12 300 dollárt kap.
| Eredmény                | Egyéni   | Páros    |
| ----------------------- | -------- | -------- |
| Győzelem                | 43 000 $ | 12 300 $ |
| Döntő                   | 21 400 $ | 6400 $   |
| Elődöntő                | 11 500 $ | 3435 $   |
| Negyeddöntő             | 6175 $   | 1820 $   |
| 16 között               | 3400 $   | 960 $    |
| 32 között               | 2100 $   | –        |
| Kvalifikációból feljutó | 0 $      | –        |
| Kvalifikáció döntős     | 1020 $   | –        |
| Kvalifikáció (Q1)       | 600 $    | –        |

## A torna menetrendje
| Dátum                 | Esemény                             | Kezdési idő |
| --------------------- | ----------------------------------- | ----------- |
| február 17. vasárnap  | Kvalifikációs mérkőzések            | 10:00       |
| február 18. hétfő     | Kvalifikáció Egyéni és páros 1. kör | 11:00       |
| február 19. kedd      | Egyéni és páros 1. kör              | 10:00       |
| február 20. szerda    | Egyéni 1. és 2. kör Páros 1. kör    | 10:00       |
| február 21. csütörtök | Egyéni 2. kör Páros negyeddöntők    | 11:00       |
| február 22. péntek    | Egyéni negyeddöntők Páros elődöntő  | 13:00       |
| február 23. szombat   | Egyéni elődöntők Páros elődöntő     | 15:00       |
| február 24. vasárnap  | Páros döntő Egyéni döntő            | 15:00       |